# Route nationale 743
La route nationale 743 ou RN 743 était une route nationale française reliant Parthenay à Niort. À la suite de la réforme de 1972, elle a été déclassée en RD 743.

## Ancien tracé de Parthenay à Niort (D 743)
- Parthenay
- Mazières-en-Gâtine
- Niort